# Андрюшино (Пошехонский район)
Андрюшино — деревня в Пошехонском районе Ярославской области России. Входит в Васильевский сельский округ Пригородного сельского поселения.

## География
Расположена на реке Согоже, в 37 км к северо-востоку от центра города Пошехонье.

## Население
| 2007 | 2010 |
| ---- | ---- |
| 111  | ↗114 |

Согласно результатам переписи 2002 года, в национальной структуре населения русские составляли 97 % от всех жителей.

## Инфраструктура
Дом культуры, отделение почтовой связи №152891, фельдшерско-акушерский пункт (филиал Пошехонской центральной районной больницы), магазин смешанных товаров.

## Улицы
Улицы: Механизаторов, Центральная, Володарская, Заречная.
Переулки: Заводской.

## Общественный транспорт
Воронцово обслуживается пригородными автобусными маршрутами №№ 105 Пошехонье — Андрюшино, 120 Пошехонье — Спас.